# Aeonium appendiculatum
Aeonium appendiculatum és una espècie de planta amb flor suculenta del gènere Aeonium, endèmica de l'illa de La Gomera, de l'arxipèlag canari. Floreix a la primavera, entre maig i juny. Està catalogada per la Unió Internacional per a la Conservació de la Natura (UICN) com a espècie mundialment amenaçada d'extinció. Aeonium appendiculatum va ser descrita per Ángel Bañares i publicada a Willdenowia 29: 98. 1999. Aeonium és un nom genèric del llatí aeonium, aplicat per Dioscòrides Pedaci a una planta crassa, probablement derivat del grec aionion, que significa 'sempre viva'. Appendiculatum és un epítet que prové del llatí appendix, que significa 'apèndix'.

## Morfologia
De port subarbustiu (arriba fins a 1 m d'alçada), les tiges no es ramifiquen i poden arribar a fer 9 cm de diàmetre, amb escorça grisa. Les fulles, oblanceolades o subobades d'entre 11 a 16 cm de llarg per 2,3 a 4 cm d'ample i uns 3 a 5 mm de gruix, glabres de color blau glauc amb vores ciliades, formen rosetes de més de 35 cm de diàmetre. La inflorescència forma cúpules d'entre 25 a 40 cm amb 25-90 flors de color rosat que neixen en branques amb bràctees lanceolades d'entre 5 a 15 cm.